# Catedral basílica de la Inmaculada Concepción (Puerto España)
La Catedral Basílica de la Inmaculada Concepción  (en inglés: Cathedral Basilica of the Immaculate Conception)  es el nombre que recibe un edificio religioso que pertenece a la Iglesia Católica y funciona como una catedral en la ciudad de Puerto España, la capital del país caribeño e insular de Trinidad y Tobago. Es la sede de la Arquidiócesis de Puerto España (Archidioecesis Portus Hispaniae o bien Archdiocese of Port of Spain). La construcción comenzó en 1816 y se terminó en 1851 bajo el dominio colonial británico.  El mismo año, la catedral obtuvo el rango honorario de Basílica Menor.